# Anacithara subrissoina
Anacithara subrissoina é uma espécie de gastrópode do gênero Anacithara, pertencente a família Horaiclavidae.